# Кальоса-де-Енсаррія
Кальоса-де-Енсаррія (ісп. Callosa de Ensarriá), або Кальоза-д'ен-Саррія (валенс. Callosa d'en Sarrià, МФА: [kaˈʎoza ðen sariˈa]) — муніципалітет в Іспанії, у складі автономної спільноти Валенсія, у провінції Аліканте. Населення — 7888 осіб (2010).

## Географія
Муніципалітет розташований на відстані близько 360 км на південний схід від Мадрида, 46 км на північний схід від Аліканте.

## Демографія
Динаміка населення (INE ):

## Галерея

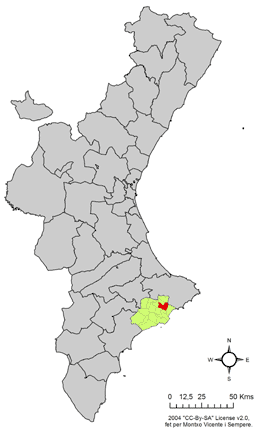
Розташування муніципалітету у Валенсії
Розташування муніципалітету у комарці Маріна-Баха
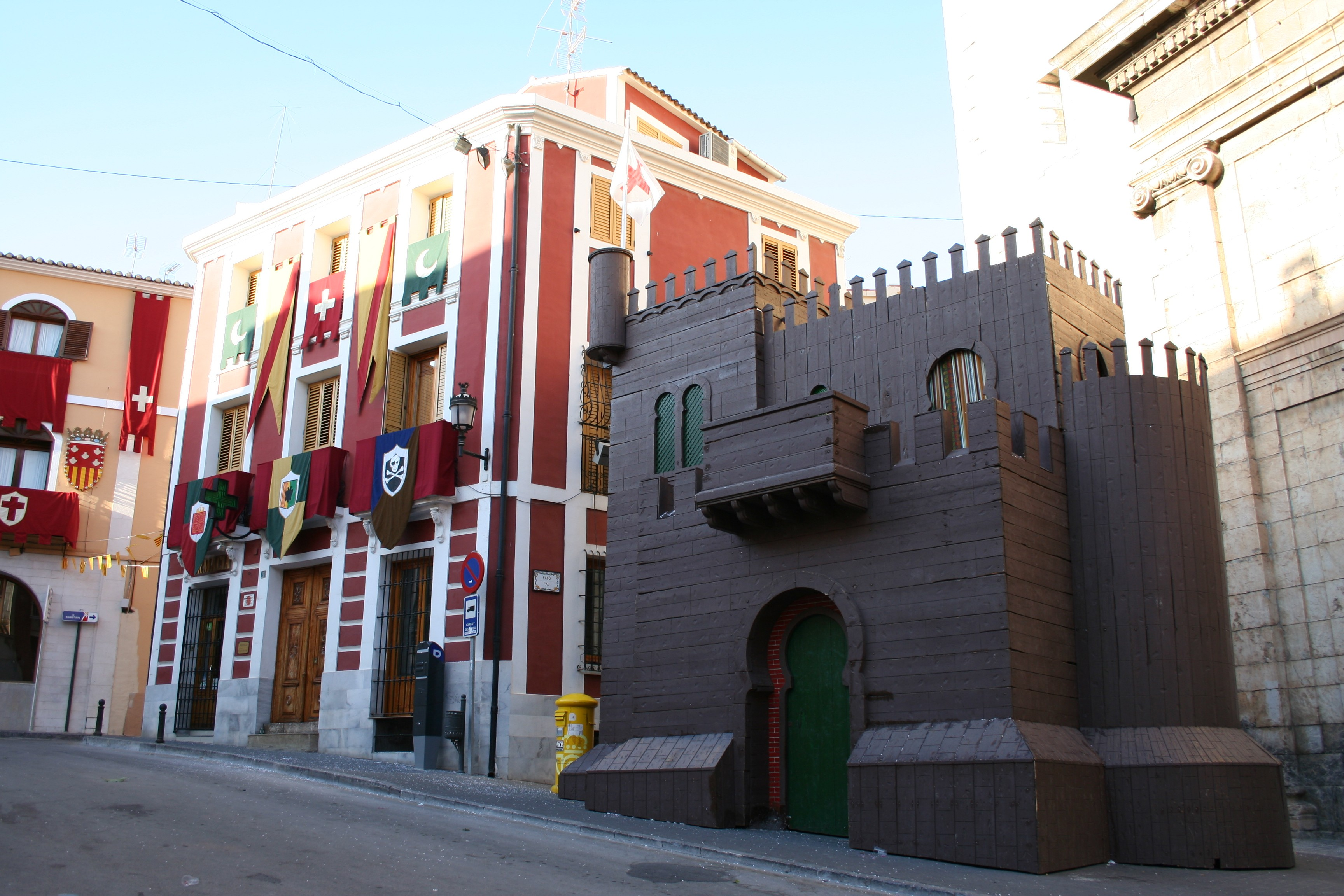
Муніципальна рада